# Liga Europa da UEFA de 2020–21 – Primeira pré-eliminatória
A Primeira pré-eliminatória da Liga Europa da UEFA de 2020–21 foi disputada nos dias 25, 26 e 27 de agosto. Todas as partidas foram disputadas em jogo único e com os portões fechados. Os 47 vencedores desta fase se qualificaram para a Segunda pré-eliminatória da Liga Europa.

## Sorteio
O sorteio da primeira pré-eliminatória da Liga Europa de 2020–21 foi realizado no dia 10 de agosto de 2020, às 13:00 (CEST).
É esperado que um total de 94 equipes disputem a primeira pré-eliminatória da Liga Europa, sendo 84 equipes introduzidas nesta fase, e o resto sendo preenchido pelos 8 vencedores da rodada preliminar. As equipes foram divididas em “Cabeça de chave” e “Não cabeça de chave” de acordo com o coeficiente de clube da UEFA de 2020 e foram alocadas em 15 grupos. Para os grupos de 1 a 13, foram separados dois potes, um contendo bolinhas com os números 1, 2 e 3, e outra com os números 4, 5 e 6. As duplas de números sorteadas dos dois potes indicarão os confrontos de todas as equipes dos grupos. Para os grupos 14 e 15, será feita a mesma coisa, mas com um dos potes contendo os números de 1 a 4 e outro os números de 5 a 8. Em ambos os casos, o primeiro número sorteado em cada dupla indicará o mandante da partida.
Equipes da mesma associação não podem ser sorteadas para se enfrentar.
| Grupo 1                                                      | Grupo 1                                                                | Grupo 2                                               | Grupo 2                                                      | Grupo 3                                                             | Grupo 3                                                       | Grupo 4                                                                         | Grupo 4                                                                    | Grupo 5                                                                           | Grupo 5                                                                   |
| Cabeça de chave                                              | Não cabeça de chave                                                    | Cabeça de chave                                       | Não cabeça de chave                                          | Cabeça de chave                                                     | Não cabeça de chave                                           | Cabeça de chave                                                                 | Não cabeça de chave                                                        | Cabeça de chave                                                                   | Não cabeça de chave                                                       |
| ------------------------------------------------------------ | ---------------------------------------------------------------------- | ----------------------------------------------------- | ------------------------------------------------------------ | ------------------------------------------------------------------- | ------------------------------------------------------------- | ------------------------------------------------------------------------------- | -------------------------------------------------------------------------- | --------------------------------------------------------------------------------- | ------------------------------------------------------------------------- |
| - Olimpija (1) - Maribor (2) - B36 Tórshavn (3)†             | - Coleraine (4)† - Víkingur Reykjavík (5) - FCI Levadia (6)            | - FK Žalgiris Vilnius (1) - Riteriai (2) - Honvéd (3) | - Derry City (4) - Paide Linnameeskond (5) - Inter Turku (6) | - Valletta (1) - Zrinjski Mostar (2) - Lincoln Red Imps(3)†         | - Déifferdeng 03 (4) - Bala Town (5 - Union Titus Pétange (6) | - Aberdeen (1) - Rosenborg BK (2) - Motherwell (3)                              | - Breiðablik (4) - NSÍ Runavík(5† - Glentoran (6)†                         | - Malmö FF (1) - Hammarby IF (2) - Kukësi (3)                                     | - Puskás Akadémia (4) - Cracovia (5) - Slavia Sofia (6)                   |
| Grupo 6                                                      | Grupo 6                                                                | Grupo 7                                               | Grupo 7                                                      | Grupo 8                                                             | Grupo 8                                                       | Grupo 9                                                                         | Grupo 9                                                                    | Grupo 10                                                                          | Grupo 10                                                                  |
| Cabeça de chave                                              | Não cabeça de chave                                                    | Cabeça de chave                                       | Não cabeça de chave                                          | Cabeça de chave                                                     | Não cabeça de chave                                           | Cabeça de chave                                                                 | Não cabeça de chave                                                        | Cabeça de chave                                                                   | Não cabeça de chave                                                       |
| - Shakhtyor Salihorsk (1) - Ventspils (2) - Dinamo Minsk (3) | - Dinamo-Auto Tiraspol (4) - Sfântul Gheorghe (5) - Piast Gliwicki (6) | - Shamrock Rovers (1) - AGF (2) - FH (3)              | - Honka (4) - Ilves (5) - DAC Dunajská Streda (6)            | - Vaduz (1) - The New Saints (2) - Servette (3)                     | - Žilina (4) - Hibernians (5) - Ružomberok (6)                | - Keşlə (1) - Neftçi (2) - Hapoel Be'er Sheva (3)                               | - Shkupi (4) - Laçi (5) - Dinamo Batumi (6)                                | - Bodø/Glimt (1) - Nõmme Kalju (2) - Fehérvár (3)                                 | - Mura (4) - Kauno Žalgiris (5) - Bohemian (6)                            |
| Grupo 11                                                     | Grupo 11                                                               | Grupo 12                                              | Grupo 12                                                     | Grupo 13                                                            | Grupo 13                                                      | Grupo 14                                                                        | Grupo 14                                                                   | Grupo 15                                                                          | Grupo 15                                                                  |
| Cabeça de chave                                              | Não cabeça de chave                                                    | Cabeça de chave                                       | Não cabeça de chave                                          | Cabeça de chave                                                     | Não cabeça de chave                                           | Cabeça de chave                                                                 | Não cabeça de chave                                                        | Cabeça de chave                                                                   | Não cabeça de chave                                                       |
| - Maccabi Haifa (1) - Apollon Limassol (2) - Alashkert (3)   | - Saburtalo Tbilisi (4) - Željezničar (5) - Renova (6)                 | - Lech Poznań (1) - Partizan (2) - Ordabasy (3)       | - RFS (4) - Valmieras (5) - FC Botoșani (6)                  | - Progrès Niederkorn (1) - FC Steaua București (2) - CSKA Sófia (3) | - Shirak (4) - Zeta (5)† - Sirens (6)                         | - Universitatea Craiova (1) - Shkëndija (2) - TSC Bačka Topola (3) - Kairat (4) | - Noah (5) - Sumqayıt (6) - Petrocub Hîncești (7) - Locomotive Tbilisi (8) | - APOEL (1) - Sutjeska Nikšić (2) - Beitar Jerusalem (3) - Iskra Danilovgrad (4)† | - Lokomotiv Plovdiv (5) - Borac Banja Luka (6) - Teuta (7) - Gjilani (8)† |

Notas
- † Vencedores da rodada preliminar.

## Resultados
| Equipe 1            | Resultado     | Equipe 2              |
| ------------------- | ------------- | --------------------- |
| Maribor             | 1–1 (4–5 p)   | Coleraine             |
| Olimpija            | 2–1 (pro)     | Víkingur Reykjavík    |
| B36 Tórshavn        | 4–3 (pro)     | FCI Levadia           |
| Riteriai            | 3–2 (pro)     | Derry City            |
| Žalgiris            | 2–0           | Paide Linnameeskond   |
| Honvéd              | 2–1 (pro)     | Inter Turku           |
| Zrinjski Mostar     | 3–0           | Déifferdeng 03        |
| Valletta            | 0–1           | Bala Town             |
| Lincoln Red Imps    | 2–0           | Union Titus Pétange   |
| Rosenborg BK        | 4–2           | Breiðablik            |
| Aberdeen            | 6–0           | NSÍ Runavík           |
| Motherwell          | 5–1           | Glentoran             |
| Hammarby IF         | 3–0           | Puskás Akadémia       |
| Malmö FF            | 2–0           | Cracovia              |
| Kukësi              | 2–1           | Slavia Sofia          |
| Ventspils           | 2–1           | Dinamo-Auto Tiraspol  |
| Shakhtyor Salihorsk | 0–0 (1–4 p)   | Sfântul Gheorghe      |
| Dinamo Minsk        | 0–2           | Piast Gliwicki        |
| Aarhus              | 5–2           | Honka                 |
| Shamrock Rovers     | 2–2 (12–11 p) | Ilves                 |
| FH                  | 0–2           | DAC Dunajská Streda   |
| The New Saints      | 3–1 (pro)     | Žilina                |
| Vaduz               | 0–2           | Hibernians            |
| Servette            | 3–0           | Ružomberok            |
| Neftçi              | 2–1           | Shkupi                |
| Keşlə               | 0–0 (4–5 p)   | Laçi                  |
| Hapoel Be'er Sheva  | 3–0           | Dinamo Batumi         |
| Nõmme Kalju         | 0–4           | Mura                  |
| Bodø/Glimt          | 6–1           | Kauno Žalgiris        |
| Fehérvár            | 1–1 (4–2 p)   | Bohemian              |
| Apollon Limassol    | 5–1           | Saburtalo Tbilisi     |
| Maccabi Haifa       | 3–1           | Željezničar           |
| Alashkert           | 0–1           | Renova                |
| Partizan            | 1–0           | RFS                   |
| Lech Poznań         | 3–0           | Valmieras             |
| Ordabasy            | 1–2           | FC Botoșani           |
| FC Steaua București | 3–0           | Shirak                |
| Progrès Niederkorn  | 3–0           | Zeta                  |
| CSKA Sófia          | 2–1           | Sirens                |
| Petrocub Hîncești   | 0–2           | TSC Bačka Topola      |
| Sumqayıt            | 0–2           | Shkëndija             |
| Kairat              | 4–1           | Noah                  |
| Locomotive Tbilisi  | 2–1           | Universitatea Craiova |
| Teuta               | 2–0           | Beitar Jerusalem      |
| Borac Banja Luka    | 1–0           | Sutjeska Nikšić       |
| Iskra Danilovgrad   | 0–1           | Lokomotiv Plovdiv     |
| Gjilani             | 0–2 (pro)     | APOEL                 |

## Partidas
| 27 de Agosto de 2020 | Maribor          | 1 – 1 (pro) | Coleraine      | Stadion Ljudski vrt, Maribor           |
| 20:45                | Požeg Vancaš 65' | Relatório   | McLaughlin 62' | Público: 0 Árbitro: NOR Kai Erik Steen |

|                                                         |       | Penalidades                              |  |
| Dervišević Mlakar Marcos Tavares Mešanović Požeg Vancaš | 4 – 5 | Parkhill Kane McConaghie Bradley Doherty |  |

| 27 de Agosto de 2020 | Olimpija              | 2 – 1 (pro) | Víkingur Reykjavík | Stožice Stadium, Ljubljana             |
| 18:30                | Fink 88' · Bosić 106' | Relatório   | Karlsson 27'       | Público: 0 Árbitro: AUT Walter Altmann |

| 27 de Agosto de 2020 | B36 Tórshavn                                      | 4 – 3 (pro) | FCI Levadia                                | Tórsvøllur, Tórshavn                     |
| 20:00 (19:00 WEST)   | Pingel 72', 76' · Samuelsen 107' · Agnarsson 113' | Relatório   | Õigus 52' · Elhi 80' · Kouakou Elysée 101' | Público: 0 Árbitro: SCO Donald Robertson |

| 25 de Agosto de 2020 | Riteriai                             | 3 – 2 (pro) | Derry City             | Estádio LFF, Vilnius                     |
| 18:00 (19:00 EEST)   | Paulauskas 39', 49' · Kazlauskas 91' | Relatório   | Thomson 18' · Toal 63' | Público: 0 Árbitro: FIN Ville Nevalainen |

| 27 de Agosto de 2020 | FK Žalgiris Vilnius        | 2 – 0     | Paide Linnameeskond | Estádio LFF, Vilnius                   |
| 19:00 20:00 (EEST)   | Kaluđerović 9' · Antal 32' | Relatório |                     | Público: 0 Árbitro: FIN Petri Viljanen |

| 27 de Agosto de 2020 | Honvéd                             | 2 – 1 (pro) | Inter Turku | Estádio Nándor Hidegkuti, Budapeste   |
| 21:00                | Traoré 90' · Hämäläinen 105' (g.c) | Relatório   | Liliu 90+1' | Público: 0 Árbitro: ISR Gal Leibovitz |

| 27 de Agosto de 2020 | Zrinjski Mostar                           | 3 – 0     | Déifferdeng 03 | Stadion pod Bijelim Brijegom, Mostar               |
| 20:00                | Bilbija 37' · Filipović 40' · Ivančić 80' | Relatório |                | Público: 0 Árbitro: GRE Aristotelis Diamantopoulos |

| 27 de Agosto de 2020 | Valletta | 0 – 1     | Bala Town    | Centenary Stadium, Ta' Qali          |
| 20:00                |          | Relatório | Venables 38' | Público: 0 Árbitro: SMR Luca Barbeno |

| 27 de Agosto de 2020 | Lincoln Red Imps            | 2 – 0     | Union Titus Pétange | Victoria Stadium, Gibraltar                   |
| 17:30                | Casciaro 36' · Yahaya 90+5' | Relatório |                     | Público: 0 Árbitro: ISL Helgi Mikael Jónasson |

| 27 de Agosto de 2020 | Rosenborg BK                                   | 4 – 2     | Breiðablik                            | Lerkendal Stadion, Trondheim                |
| 19:00                | Børven 4', 29' · Reginiussen 17' · Hovland 24' | Relatório | Einarsson 61' · Mikkelsen 90+1' (pen) | Público: 0 Árbitro: MLT Matthew De Gabriele |

| 27 de Agosto de 2020 | Aberdeen                                                         | 6 – 0     | NSÍ Runavík | Pittodrie Stadium, Aberdeen                    |
| 20:45 19:45 (BST)    | Ferguson 37' · Main 43' · Hedges 50', 59', 87' (pen) · Hayes 63' | Relatório |             | Público: 0 Árbitro: ISL Ivar Orri Kristjansson |

| 27 de Agosto de 2020 | Motherwell                                                    | 5 – 1     | Glentoran        | Fir Park, Motherwell                       |
| 20:45 19:45 (BST)    | Lang 58' · O'Donnell 72' · Polworth 75' · Watt 78' · Long 87' | Relatório | McDaid 90' (pen) | Público: 0 Árbitro: BEL Bram Van Driessche |

| 27 de Agosto de 2020 | Hammarby IF                              | 3 – 0     | Puskás Akadémia | Tele2 Arena, Estocolmo              |
| 19:00                | Khalili 14' · Bojanić 32' · Paulinho 84' | Relatório |                 | Público: 0 Árbitro: CRO Mario Zebec |

| 27 de Agosto de 2020 | Malmö FF              | 2 – 0     | Cracovia | Stadion, Malmö                       |
| 19:00                | Berget 1' · Rieks 44' | Relatório |          | Público: 0 Árbitro: SUI Urs Schnyder |

| 27 de Agosto de 2020 | Kukësi                        | 2 – 1     | Slavia Sofia | Air Albania Stadium, Tirana            |
| 20:00                | Friday 56' (pen) · Cooper 85' | Relatório | Krastev 81'  | Público: 0 Árbitro: TUR Arda Kardeşler |

| 27 de Agosto de 2020 | Ventspils                      | 2 – 1     | Dinamo-Auto | Ventspils Olimpiskais Stadions, Ventspils |
| 16:00 (17:00 EEST)   | Villela 22' · Kozlov 75' (pen) | Relatório | Rogac 15'   | Público: 0 Árbitro: ALB Eldorjan Hamiti   |

| 27 de Agosto de 2020 | Shakhtyor Salihorsk | 0 – 0 (pro) | Sfântul Gheorghe | Stroitel Stadium, Salihorsk             |
| 19:30 (20:30 FET)    |                     | Relatório   |                  | Público: 0 Árbitro: BIH Dragan Petrovic |

|                               |       | Penalidades                 |  |
| Yakhshiboev Sotnikaw Sachywka | 1 – 4 | Slivca Iurcu Volkov Suvorov |  |

| 27 de Agosto de 2020 | Dinamo Minsk | 0 – 2     | Piast Gliwicki             | Estádio Dínamo de Minsk, Minsk      |
| 17:00 (18:00 FET)    |              | Relatório | Lipski 10' · Świerczok 56' | Público: 0 Árbitro: SRB Lazar Lukić |

| 27 de Agosto de 2020 | Aarhus                                                                    | 5 – 2     | Honka                     | Aarhus Stadium, Aarhus                       |
| 19:00                | Tingager 21' · Mortensen 29', 45+2' (pen) · Olsen 90+1' · Tengstedt 90+2' | Relatório | Martín 35' · Kaufmann 64' | Público: 0 Árbitro: GRE Ioannis Papadopoulos |

| 27 de Agosto de 2020 | Shamrock Rovers       | 2 – 2 (pro) | Ilves                                | Tallaght Stadium, Dublin              |
| 21:00 (20:00 IST)    | Burke 14' · Lopes 78' | Relatório   | Ala-Myllymäki 10' (pen) · Veteli 62' | Público: 0 Árbitro: SVK Michal Ocenáš |

|                                                                                               |         | Penalidades |  |
| Byrne O'Brien Watts O'Neill McEneff Williams Lopes Lafferty Finn Mannus Watts McEneff O'Brien | 12 – 11 | Ala-Myllymäki Tavares Raittinen Siira Skyttä Mömmö Tomas Almén Miettunen Hilander Ala-Myllymäki Tavares Raittinen |  |

| 27 de Agosto de 2020 | FH | 0 – 2     | DAC Dunajská Streda          | Kaplakriki, Hafnarfjörður             |
| 19:45 (17:45 WET)    |    | Relatório | Balić 23' · Eric Ramírez 76' | Público: 0 Árbitro: GIB Jason Barcelo |

| 27 de Agosto de 2020 | The New Saints                                  | 3 – 1 (pro) | Žilina             | Park Hall, Oswestry                           |
| 19:30 (18:30 BST)    | Robles 56' · Smith 100' · Cieślewicz 108' (pen) | Relatório   | Myslovič 77' (pen) | Público: 0 Árbitro: LTU Manfredas Lukjancukas |

| 27 de Agosto de 2020 | Vaduz | 0 – 2     | Hibernians          | Rheinpark Stadion, Vaduz              |
| 19:00                |       | Relatório | Degabriele 34', 57' | Público: 0 Árbitro: POR Luis Teixeira |

| 27 de Agosto de 2020 | Servette                                 | 3 – 0     | Ružomberok | Estádio de Genebra, Genebra                |
| 20:15                | Stevanovic 54' · Mendy 77' · Antunes 86' | Relatório |            | Público: 0 Árbitro: UKR Viktor Kopiievskyi |

| 27 de Agosto de 2020 | Neftçi                        | 2 – 1     | Shkupi       | Eighth Kilometer District Stadium, Baku     |
| 18:00 (20:00 AZT)    | Bougrine 66' · Krivotsyuk 88' | Relatório | Darboe 90+3' | Público: 0 Árbitro: LVA Aleksandrs Golubevs |

| 27 de Agosto de 2020 | Keşlə | 0 – 0 (pro) | Laçi | ASK Arena, Baku                             |
| 19:00 (21:00 AZT)    |       | Relatório   |      | Público: 0 Árbitro: GEO Goga Kikacheishvili |

|                                         |       | Penalidades                               |  |
| Klyots Sílvio Akhundov Hajiyev Qirtimov | 4 – 5 | Nwabueze Lushkja Rapo Mazrekaj Ignjatović |  |

| 27 de Agosto de 2020 | Hapoel Be'er Sheva                             | 3 – 0     | Dinamo Batumi | HaMoshava Stadium, Petah Tikva                |
| 19:45 (20:45 IDT)    | Josué Pesqueira 9', 61' · Kobakhidze 21' (g.c) | Relatório |               | Público: 0 Árbitro: LVA Aleksandrs Anufrijevs |

| 10 de Setembro de 2020 | Nõmme Kalju | 0 – 4     | Mura                                  | Estádio Ferenc Szusza, Budapeste        |
| 19:30 (20:30 EEST)     |             | Relatório | Žižek 17', 27' · Kous 33' · Kozar 36' | Público: 0 Árbitro: IRL Robert Hennessy |

| 27 de Agosto de 2020 | Bodø/Glimt                                                                 | 6 – 1     | Kauno Žalgiris | Aspmyra Stadion, Bodø                            |
| 18:00                | Zinckernagel 27', 36' · Hauge 52', 59' (pen) · Boniface 79' · Tounekti 81' | Relatório | Otele 78'      | Público: 0 Árbitro: FIN Kaarlo Oskari Hämäläinen |

| 27 de Agosto de 2020 | Fehérvár          | 1 – 1 (pro) | Bohemian | MOL Aréna Sóstó, Székesfehérvár             |
| 18:30                | Nikolić 37' (pen) | Relatório   | Ward 22' | Público: 0 Árbitro: CYP Timotheos Christofi |

|                                     |       | Penalidades                       |  |
| Hodžić Nikolov Géresi Stopira Houri | 4 – 2 | Mandroiu Levingston Casey Twardek |  |

| 27 de Agosto de 2020 | Apollon Limassol                                 | 5 – 1     | Saburtalo Tbilisi | Estádio GSP, Nicósia                     |
| 18:00 (19:00 EEST)   | Dabo 4', 32', 76' · Diguiny 59' · Gianniotas 86' | Relatório | Guliashvili 69'   | Público: 0 Árbitro: NOR Sigurd Kringstad |

| 09 de Setembro de 2020 | Maccabi Haifa                              | 3 – 1     | Željezničar | Estádio Sammy Ofer, Haifa                |
| 19:00 (20:00 IDT)      | Chery 38' · Rukavytsya 59' · Ashkenazi 66' | Relatório | Lendrić 34' | Público: 0 Árbitro: DEN Jørgen Burchardt |

| 27 de Agosto de 2020 | Alashkert | 0 – 1     | Renova        | Estádio Republicano Vazgen Sargsyan, Ierevan |
| 18:00 (20:00 AMT)    |           | Relatório | Miškovski 58' | Público: 0 Árbitro: SCO Nicholas Walsh       |

| 27 de Agosto de 2020 | Partizan         | 1 – 0     | RFS | Estádio Partizan, Belgrado                 |
| 21:00                | Natkho 52' (pen) | Relatório |     | Público: 0 Árbitro: ARM Zaven Hovhannisyan |

| 27 de Agosto de 2020 | Lech Poznań                   | 3 – 0     | Valmieras | Estádio Municipal de Poznań, Poznań     |
| 21:00                | Ishak 59', 78' · Szymczak 88' | Relatório |           | Público: 0 Árbitro: CZE Ondrej Pechanec |

| 27 de Agosto de 2020 | Ordabasy     | 1 – 2     | FC Botoșani                  | Kazhymukan Munaitpasov Stadium, Shymkent |
| 16:00 (20:00 ALMT)   | Mahlangu 31' | Relatório | Holzmann 25' · Dugandžić 33' | Público: 0 Árbitro: AZE Rauf Jabarov     |

| 27 de Agosto de 2020 | FC Steaua București                       | 3 – 0     | Shirak | Arena Națională, Bucareste            |
| 20:30 (21:30 EEST)   | Olaru 34' · Tănase 65' (pen) · Buziuc 83' | Relatório |        | Público: 0 Árbitro: BIH Admir Šehović |

| 26 de Agosto de 2020 | Progrès Niederkorn                   | 3 – 0     | Zeta | Stade Municipal, Differdange          |
| 18:30                | Tekiela 11', 55' (pen) · Thill 90+2' | Relatório |      | Público: 0 Árbitro: AZE Rahim Hasanov |

| 27 de Agosto de 2020 | CSKA Sófia               | 2 – 1     | Sirens            | Balgarska Armiya Stadium, Sófia           |
| 19:00 (20:00 EEST)   | Ahmedov 75' · Sowe 90+1' | Relatório | Maia da Silva 69' | Público: 0 Árbitro: POL Krzysztof Jakubik |

| 27 de Agosto de 2020 | Petrocub Hîncești | 0 – 2     | TSC Bačka Topola                | Estádio Zimbru, Chișinău                   |
| 20:00 (21:00 EEST)   |                   | Relatório | Tomanović 17' · Lukić 55' (pen) | Público: 0 Árbitro: ROU Sebastian Colţescu |

| 27 de Agosto de 2020 | Sumqayıt | 0 – 2     | Shkëndija                            | Kapital Bank Arena, Sumqayit            |
| 18:00 (20:00 AZT)    |          | Relatório | Ibraimi 56' (pen) · Doriev 89' (pen) | Público: 0 Árbitro: KAZ Arman Ismuratov |

| 27 de Agosto de 2020 | Kairat                                             | 4 – 1     | Noah   | Central Stadium, Almaty                     |
| 16:00 (20:00ALMT)    | Alykulov 12' · Vágner Love 35', 70' · Eseola 90+4' | Relatório | Bor 8' | Público: 0 Árbitro: SWE Kristoffer Karlsson |

| 27 de Agosto de 2020 | Locomotive Tbilisi                | 2 – 1     | Universitatea Craiova | Estádio Mikheil Meskhi, Tbilisi        |
| 19:00 (21:00 GET)    | Sikharulidze 57' · Oulad Omar 61' | Relatório | Baiaram 90+4'         | Público: 0 Árbitro: SRB Miloš Djordjic |

| 27 de Agosto de 2020 | Teuta                   | 2 – 0     | Beitar Jerusalem | Niko Dovana Stadium, Durrës               |
| 16:30                | Krasniqi 6' · Hebaj 87' | Relatório |                  | Público: 0 Árbitro: CYP Nikolas Neokleous |

| 27 de Agosto de 2020 | Borac Banja Luka | 1 – 0     | Sutjeska Nikšić | City Stadium, Banja Luka             |
| 16:30                | Vranješ 35'      | Relatório |                 | Público: 0 Árbitro: DEN Morten Krogh |

| 27 de Agosto de 2020 | Iskra Danilovgrad | 0 – 1     | Lokomotiv Plovdiv | Estádio Pod Goricom, Podgorica      |
| 20:00                |                   | Relatório | Iliev 75' (pen)   | Público: 0 Árbitro: HUN Gergo Bogár |

| 27 de Agosto de 2020 | Gjilani | 0 – 2 (pro) | APOEL                      | Fadil Vokrri Stadium, Pristina     |
| 19:00                |         | Relatório   | Efrem 102' · Ndongala 116' | Público: 0 Árbitro: ISR Yigal Frid |